# Brian Fox (programador)
Brian J. Fox (nacido en Boston en 1959) es un programador, consultor, escritor, emprendedor y promotor del Software Libre.
Participó en el Proyecto GNU y en la FSF desde sus inicios. Como programador destaca por ser el autor original de Bash, el shell por defecto de sistemas operativos como GNU/Linux, Mac OS, o BSD. 

## Fundación del Software Libre (FSF)
En 1985, Fox trabajó con Richard Stallman en la recién creada Free Software Foundation.

### Proyecto GNU
En el Proyecto GNU, Fox ha participado en el desarrollo de:
- Bash,[6]
- GNU Makeinfo,
- GNU Info,
- GNU Finger,
- GNU Echo[7]
- GNU Readline[8]

También ha sido el mantenedor de GNU Emacs durante mucho tiempo.

## Otros programas
También escribió AMACS, una versión reducida de Emacs para Apple II.

## Familia
Es hijo de Herbert Fox, físico y educador,
y nieto del artista Daniel Fox, creador de Mr. Monopoly.
Es el cuarto de una familia de seis hermanos. Vive en Santa Bárbara con su compañera Lissa Liggett y sus tres hijos.

## Negocios
- Fundador de Retail Inkjet Solutions (2004-2008)

- CTO y  cofundador de Virtual World Computing, LLC (2009-2012)

- CTO de Okori Group (2004-2013)

- CEO de Opus Logica, Inc. (2013)